# Rubén Cortada
Jorge Rubén Cortada Soto, más conocido como Rubén Cortada (Isla de la Juventud, Cuba, 6 de octubre de 1984), es un actor y modelo cubano.

## Biografía
Nació en la Isla de la Juventud, Cuba, el 6 de octubre de 1984.
Criado en el seno de una familia humilde, es hijo de un ingeniero hidráulico y una microbióloga. Cortada ha dedicado parte de su vida al deporte. Fue jugador federado de tenis hasta los 15 años y también practicó boxeo.
Estudió bajo el sistema de becas (en Cuba la educación es gratuita - incluida la enseñanza universitaria). Tras estudiar el bachillerato en el IPVCE Vladimir Ilich Lenin, en septiembre de 2003 ingresa en el Instituto Superior Politécnico José Antonio Echeverría (CUJAE) de La Habana, para realizar los estudios universitarios de Ingeniería Automática, pero abandona sus estudios durante el segundo año, tras el surgir de una oportunidad de trabajo en España relacionado con el modelaje. También fue bailarín en la caseta «El 5º Pino» en distintas ferias y fiestas de España.
Se considera un aprendiz novel del mundo de la fotografía.

### Modelo
Rubén ha trabajado como modelo para firmas de importante relevancia como Roberto Verino, Guess?, Julipet y Custo Barcelona, entre otros, y ha sido imagen del diseñador Jean-Paul Gaultier.
En el año 2007, fue elegido como Modelo masculino del año por los lectores de la revista española ¡Hola!.
En 2014, gracias a su polifacética interpretación, Cortada es escogido como orador de eventos, para presentar el nuevo automóvil Jaguar XE en Londres.

### Actor
Sus primeras experiencias como actor fueron dos obras de teatro en Cuba, bajo el mando del director Humberto Rodríguez.
Posteriormente, se formó en el arte de la dramaturgia de la mano del mentor argentino Fernando Piernas. 
En enero de 2011, debutó en España como actor, en la serie de Antena 3 Bandolera, y en 2013 en la telenovela El tiempo entre costuras, pasando desapercibido en sus papeles. 
En 2014, ficha por la serie de género policial El Príncipe, obteniendo un rol principal al interpretar a Faruq Ben Barek, un narcotraficante conflictivo y amante del riesgo, papel en el que destaca, y obtiene fama, en una serie de tres temporadas (2014-2016) de máximas audiencias en España. 
Su gran popularidad debido a su personaje en la serie policial anterior, le llevó a ser escogido como coprotagonista en la serie de TVE Olmos y Robles, y posteriormente para la «tv-movie», Lo que escondían sus ojos junto a Blanca Suárez. En el 2017 protagoniza la serie cómica Ella es tu padre, en el papel de Tommy, miembro de una banda de rock. Tras la emisión del séptimo capítulo de la serie el 17 de octubre de 2017, sería retirada de la parrilla de la cadena hasta nuevo aviso por baja audiencia.

## Filmografía

### Series de televisión
| Año         | Título                    | Personaje           | Cadena                | Notas        |  |
| ----------- | ------------------------- | ------------------- | --------------------- | ------------ |  |
| 2011 - 2012 | Bandolera                 | Jorge Infante       | Antena 3              | 11 episodios |  |
| 2013        | El tiempo entre costuras  | Ramiro Arribas      | Antena 3              | 2 episodios  |  |
| 2014 - 2016 | El Príncipe               | Faruq Ben Barek     | Telecinco             | 31 episodios |  |
| 2015 - 2016 | Olmos y Robles            | Agustín Robles      | La 1                  | 18 episodios |  |
| 2016        | Lo que escondían sus ojos | Ramón Serrano Suñer | Telecinco             | 4 episodios  |  |
| 2017        | Supermax                  | Mercurio Salgado    | Rede Globo TV Pública | 10 episodios |  |
| 2017 - 2018 | Ella es tu padre          | Tomy Roales         | Telecinco             | 13 episodios |  |
| 2023        | El Señor de los Cielos    | Fernando Aguirre    | Telemundo             |              |  |
| 2024        | Operación Barrio Inglés   | Francisco Martín    | La 1                  | 8 episodios  |  |
| 2024        | ¿A qué estás esperando?   | Can Drogo           | Antena 3              | 8 episodios  |  |

### Programas de televisión
| Año  | Título             | Como                     | Cadena | Notas                                  |
| ---- | ------------------ | ------------------------ | ------ | -------------------------------------- |
| 2016 | Espinete no existe | Invitado y "concursante" | La 1   | Primer programa (junto a Pepe Viyuela) |

### Películas
| Año  | Título              | Personaje | Notas        |
| ---- | ------------------- | --------- | ------------ |
| 2016 | El signo de Caronte | Carlos    | Protagonista |
| 2022 | El cuarto pasajero  | Sergio    | Protagonista |